# Карабастау (Ордабасинський район)
Карабаста́у (каз. Қарабастау) — село у складі Ордабасинського району Туркестанської області Казахстану. Входить до складу Бадамського сільського округу.
Населення — 276 осіб (2021; 265 у 2009, 184 у 1999, 196 у 1989).